# 1992 في تركيا
فيما يلي قوائم الأحداث التي وقعت خلال عام 1992 في تركيا.

## سياسة

### تعيين في المنصب
- 17 سبتمبر – محمد نوري يلماز رئيس منظمة الشؤون الدينية التركية ‏.

### انتهاء فترة المنصب
- 2 يناير – مصطفى سعيد يازجي‌ أوغلي رئيس منظمة الشؤون الدينية التركية ‏.

## مواليد

### يناير
- 1 يناير – مرورة جاغران
- 10 يناير – محمد دمير لاعب كرة قدم تركي.
- 29 يناير – إيبرو أيطن لاعبة كرة قدم تركية.

### فبراير
- 23 فبراير – جيرين ديميرتشلن لاعبة كرة يد تركية.
- 26 فبراير – ديميت اوزدمير ممثلة تركية.

### مارس
- 9 مارس – بوراك ياكان يوكسل لاعب كرة سلة تركي.

### مايو
- 1 مايو – فاطمة آي لاعبة كرة يد تركية.
- 16 مايو – سيهون يازار لاعب كرة قدم تركي.

### يونيو
- 3 يونيو – محمد بيغول لاعب كرة سلة تركي.
- 6 يونيو – مصطفى كايا مصارع هاوي تركي.
- 17 يونيو – شافاك إدج لاعب كرة سلة تركي.
- 20 يونيو – نورسيرين أكغون لاعبة كرة يد تركية.

### أغسطس
- 7 أغسطس – يوسف أردوغان لاعب كرة قدم تركي.
- 20 أغسطس – نسليهان أتاغول ممثلة تركية.
- 30 أغسطس – خاقان توران لاعب كرة قدم تركي.

### سبتمبر
- 7 سبتمبر – جيزام كاراجا ممثلة تركية.
- 29 سبتمبر – علي ديري لاعب كرة قدم تركي.

### أكتوبر
- 1 أكتوبر – أوكان ألكان لاعب كرة قدم تركي.
- 14 أكتوبر – إسراء بيلجيتش ممثلة تركية.
- 21 أكتوبر – كان كوركماز لاعب كرة سلة تركي.
- 25 أكتوبر – آيتشا آيشين توران ممثلة تركية.
- 26 أكتوبر – عائشة غول غوناي لاعبة كرة سلة تركية.
- 30 أكتوبر – جوكتشي أكيلدز ممثلة تركية.

### نوفمبر
- 3 نوفمبر – ألبيران دويماز ممثل تركي.
- 5 نوفمبر – مصطفى يلماز لاعب شطرنج تركي.

## وفيات

### أبريل
- 22 أبريل – نوارة قادين أفندي (مواليد 1901) إحدى زوجات السلطان محمد السادس.

### يونيو
- 23 يونيو – نعمت نوزاد قادين أفندي (مواليد 1902) إحدى زوجات السلطان محمد السادس.

### أغسطس
- 2 أغسطس – نساء سيريزلي (مواليد 1928)

### سبتمبر
- 20 سبتمبر – موسى عنتر (مواليد 1920)